# Julian Grobelny
Julian Grobelny (16. února 1893 – 5. prosince 1944) byl polský politik a odbojář z polské socialistické strany a první šéf legendární Żegoty. Jad Vašem jej prohlásil spravedlivým mezi národy.